# Toro (Valle del Cauca)
Toro es un municipio localizado al norte del departamento de Valle del Cauca en Colombia, al lado de la Cordillera Occidental.

## Vías de comunicación
El sistema vial municipal está formado por la carretera Panorama de carácter departamental y un sistema de carreteras municipales que facilitan la movilidad y la comunicación entre el casco urbano, las cabeceras de los corregimientos, las veredas y los municipios vecinos de Cartago, La Unión, Obando, Ansermanuevo, Argelia y Versalles.
El servicio de transporte se presta principalmente en busetas y taxis de empresas privadas. El horario del servicio inicia regularmente a las 5:00 a. m. y termina a las 7:00 p. m. con una frecuencia de cada hora aproximadamente y con destino a las ciudades de Cartago, La Unión, Zarzal y Tuluá

## Historia
Las comunidades indígenas de los Gorrones fueron los primeros habitantes del territorio que hoy conforma el municipio de Toro. Con la llegada de los conquistadores se pobló también con afrodescendientes y mulatos y Su fecha de fundación se precisa el 3 de junio de 1573 por el Capitán Melchor Velázquez de Valdenebro en el actual departamento del Chocó.
La nueva ciudad tomó el nombre de Nuestra Señora de la Consolación de Toro debido a que la mayoría de soldados que participaron en la fundación provenían de Toro (Zamora) en España.
Debido a los constantes ataques de la tribus indígenas chocoanas, el poblado fue trasladado al lugar que hoy ocupa el corregimiento de El Bohío. En 1.575 el rey español Felipe II reconoció la fundación y distinguió a Melchor Velázquez como gobernador y capitán general de la Provincia del Chocó.
Trece años más tarde de su construcción, en 1.587, por órdenes del mismo fundador es reubicada nuevamente un kilómetro al occidente, quedando en el lugar que hoy ocupa. La principal razón de este traslado fue la falta de agua en su anterior ubicación.
En 1.632 Toro recibe la categoría de Municipio, incluyendo entonces los actuales territorios de La Unión, Ansermanuevo, El Águila, Argelia y Versalles.
Algunos siglos más tarde, en 1811, Toro se alía con las ciudades de Cali, Anserma, Cartago, Buga y Caloto formando el grupo de las Ciudades Confederadas del Valle del Cauca. Dicha alianza tuvo como fin la participación de estas poblaciones en el proceso independentista colombiano.

## División político-administrativa
Además de su Cabecera municipal. Toro tiene bajo su jurisdicción los siguientes centros poblados:
- Bohío
- La Quiebra
- San Antonio
- San Francisco

#### Veredas
Además, el municipio está compuesto con las siguientes veredas:
La Pradera, Ventaquemada, El Cedro, Buenavista, El Roble, El Bosque, La Quiebra, Chontaduro, Santa Elena, La Consólida, La Chica, Sabanazo, Patio Bonito, La Robleda, San José de Los Osos, La Cayetana, El Guachal, El Guineo, Pan de Azúcar, Bolívar.

## Economía
La economía del municipio se centra en la producción agropecuaria. Los cultivos principales son:
- Cultivos transitorios: algodón, frijol, maíz, arveja, soya, tabaco, plantas aromáticas y flores.
- Cultivos permanentes: café, caña de azúcar, caña panelera y plátano.
- Cultivos de hortalizas y raíces: cebolla larga, arracacha, pimentón, yuca, pepino, tomate, zapallo, zanahoria, habichuela y cebolla cabezona.

Dicha diversidad agrónoma diferencia al municipio de la mayoría de las ciudades del departamento que se centran en el cultivo de la caña de azúcar.

## Turismo

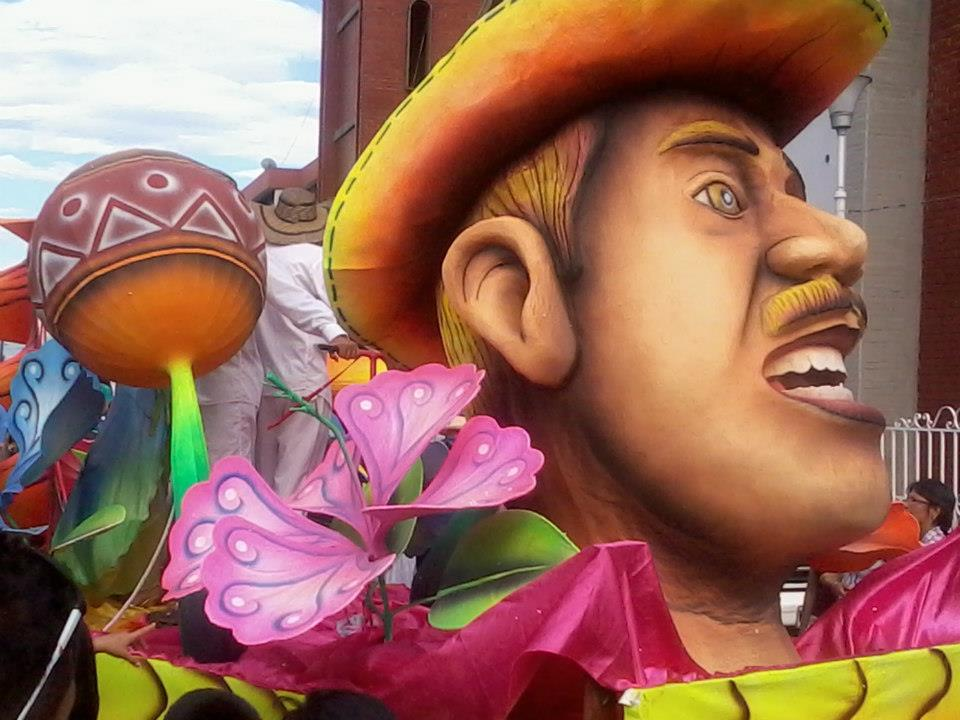
Carroza del carnaval de Toro

El municipio cuenta con un equipamiento recreativo y deportivo de cobertura municipal conformado por el estadio 15 de agosto, el parque recreacional Pablo Amaya, el patinódromo, un balneario de aguas naturales, la plaza de toros Santa Helena y varios campos de juego para diferentes deportes como las aguas naturales como el salto y otros sitios turísticos como el túnel y la cruz

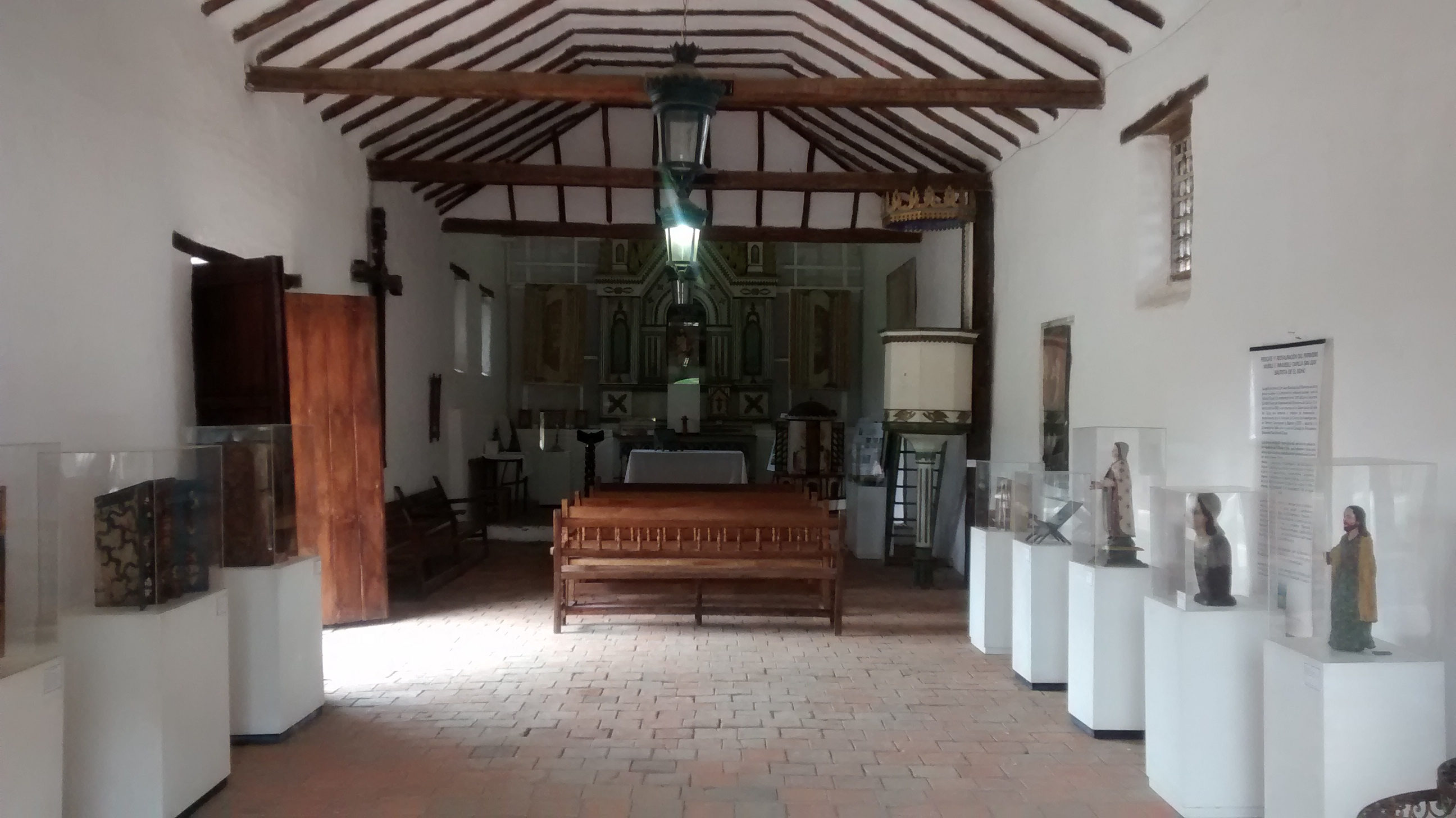
Interior de la Capilla de San Juan Bautista, Toro, Colombia

Igualmente, en este municipio se celebra anualmente las Ferias de la Cordialidad a mitad del mes de agosto. En el marco de dichas festividades se realiza el Carnaval de la Alegría, desfile de gran colorido y riqueza artística. Por otro lado, se debe destacar la realización anual en el segundo semestre del año del Festival Internacional de Cine Cinetoro. Dicho festival ha empezado a establecerse como uno de los principales festivales de cine experimental en Latinoamérica, contando con un congreso sobre experimentación cinematográfica, laboratorio cinematográfico, presentación de las obras de la selección del festival e invitados de talla mundial como los afamados directores de cine Sheila Sofian y Lech Majewski.
Cabe destacar igualmente que en el sector de El Bohío se encuentra edificada la capilla doctrinera San Juán Bautista, monumento nacional construido en 1610. Dentro de ella se conservan ornamentos, retablillos, púlpito, misales en latín, imágenes y campanas de la época de su construcción.
Respecto a turismo de aventura existen variedad de rutas para la práctica de enduro en moto que desde 2005 viene realizando el piloto Dakar Juan Esteban Sarmiento "Chilo" quien es del municipio realizando desde ese año travesías y competencias de carácter nacional. Fuente Facebook @chilodakar.
El mismo "Chilo" ha creado una empresa llamada ChiloRanch Adventure donde reúne y ofrece más experiencias para turistas como: paseo en bicicleta de montaña, torrentismo, canyoning, senderismo y escuela de enduro, rally en moto y parapente.

## Servicios

### Educación
El municipio de Toro cuenta con educación formal en los niveles de preescolar, básica primaria, básica secundaria, media vocacional, educación para adultos, educación no formal y educación superior técnica. Todos estos servicios se pueden encontrar principalmente en los tres colegios de la ciudad: Institución Educativa Fray José Joaquín Escobar, Institución Educativa Nuestra Señora de la Consolación y la Institución Educativa Técnica Agropecuaria; además de la sede del SENA ubicada en el último de estos tres colegios.

### Salud
La unidad de salud pública para atender a los habitantes está conformada por el Hospital Sagrada Familia y diez puestos de salud rural. El hospital cuenta con los servicios de urgencias, hospitalización, consulta externa, atención de partos, laboratorio clínico y odontología. Además se cuenta también con establecimientos de salud de tipo privado entre las que se encuentran farmacias y consultorios dentales y médicos, la mayoría de los cuales se encuentran ubicados en el centro de la zona urbana.

### Servicios públicos
El municipio de Toro cuenta con la prestación de servicios públicos domiciliarios de energía, agua potable y alcantarillado con porcentajes de cobertura cercanos al 100% en la zona urbana. Igualmente, se prestan los servicios de internet, televisión por cable y telefonía fija y móvil. En la actualidad se ha empezado a prestar el servicio de gas natural domiciliario.